# Joe Corrigan
Joseph Thomas Corrigan – detto Joe – (Manchester, 18 novembre 1948) è un allenatore di calcio ed ex calciatore britannico, di ruolo portiere, preparatore dei portieri del West Bromwich Albion.
Fu a lungo portiere del Manchester City, facendo parte per circa un decennio del giro dei convocati della Nazionale inglese.

## Carriera

### Giocatore

#### Club
Corrigan fu ingaggiato dalle giovanili del Manchester City nel 1966, debuttando in prima squadra l'anno seguente in un incontro di Coppa di Lega contro il Blackpool. Divenne titolare nella stagione 1969-1970, contribuendo alla vittoria in Coppa delle Coppe.

Corrigan in azione ai Citizens nel 1976, durante la trasferta di Coppa UEFA sul campo della Juventus.

Corrigan disputò 16 stagioni per il City, con 592 incontri di Lega – record di presenze per un portiere di quel club, e secondo assoluto dopo Alan Oakes –, finché nel 1983 si trasferì nella North American Soccer League, ai Seattle Sounders, per la somma di 30 000 sterline dell'epoca.
Al termine della stagione tornò in Inghilterra, al Brighton & Hove, che lo cedette in prestito prima allo Stoke City e poi al Norwich. Nel 1985, a causa di un infortunio al collo, decise di ritirarsi.

#### Nazionale
In Nazionale inglese Corrigan debuttò a New York il 28 maggio 1976 contro l'Italia in un'amichevole nel corso del torneo americano del Bicentenario, e fu il terzo portiere della selezione che partecipò al campionato del mondo 1982. In Nazionale giocò 9 incontri, l'ultimo nel 1983.

### Allenatore
Una volta ritiratosi Corrigan intraprese la carriera di tecnico preparatore dei portieri; tra i club per i quali ha lavorato figurano Liverpool e Celtic; dal 2004 fa parte dello staff tecnico del West Bromwich Albion.

## Palmarès

### Giocatore

#### Competizioni nazionali
- Charity Shield: 2

Manchester City: 1968, 1972
- Coppa d'Inghilterra: 1

Manchester City: 1968-1969
- Coppa di Lega inglese: 2

Manchester City: 1969-1970, 1975-1976

#### Competizioni internazionali
- Coppa delle Coppe: 1

Manchester City: 1969-1970